# Las Rozas Black Demons 2018
Questa voce raccoglie le informazioni riguardanti i Las Rozas Black Demons nelle competizioni ufficiali della stagione 2018.

## Maschile

### LNFA Serie A 2018

#### Stagione regolare
| Las Rozas de Madrid 13 gennaio 2018, ore 17:00 | Las Rozas Black Demons | 46 – 0 referto | Santiago Black Ravens | Campo de Rugby El Cantizal |

| Gijón 20 gennaio 2018, ore 15:00 | Gijón Mariners | 14 – 39 referto | Las Rozas Black Demons | Complejo Deportivo Las Mestas |

| Rivas-Vaciamadrid 3 febbraio 2018, ore 16:00 | Osos de Rivas | 35 – 37 referto | Las Rozas Black Demons | Polideportivo Cerro del Telégrafo |

| Las Rozas de Madrid 10 febbraio 2018, ore 17:00 | Las Rozas Black Demons | 41 – 0 referto | Coyotes de Santurtzi | Campo de Rugby El Cantizal |

| Santiago di Compostela 4 marzo 2018, ore 12:00 | Santiago Black Ravens | 0 – 49 referto | Las Rozas Black Demons | Campo de fútbol municipal de As Cancelas |

| Las Rozas de Madrid 10 marzo 2018, ore 17:00 | Las Rozas Black Demons | 40 – 0 referto | Gijón Mariners | Campo de Rugby El Cantizal |

| Las Rozas de Madrid 24 marzo 2018, ore 17:00 | Las Rozas Black Demons | 13 – 17 referto | Osos de Rivas | Campo de Rugby El Cantizal |

| Santurtzi 8 aprile 2018, ore 11:00 | Coyotes de Santurtzi | 0 – 54 referto | Las Rozas Black Demons | Polideportivo Municipal Mikel Trueba |

#### Playoff
| Las Rozas de Madrid 5 maggio 2018, ore 17:00 | Las Rozas Black Demons | 22 – 12 referto | Camioneros de Coslada | Campo de Rugby El Cantizal |

| Murcia 19 maggio 2018, ore 17:00 | Murcia Cobras | 35 – 28 referto | Las Rozas Black Demons | Estadio José Barnés |

### XXIII Copa de España

#### Fase a eliminazione diretta
| Las Rozas de Madrid 1º dicembre 2018, ore 17:00 | Las Rozas Black Demons | 21 – 7 referto | Camioneros de Coslada | Campo de Rugby El Cantizal |

| Guadalajara 15 dicembre 2018, ore 17:30 | Badalona Dracs | 24 – 0 referto | Las Rozas Black Demons | Estadio Pedro Escartín |

### Statistiche di squadra
| Competizione           | %Vittorie | In casa | In casa | In casa | In casa | In casa | In casa | In trasferta | In trasferta | In trasferta | In trasferta | In trasferta | In trasferta | Totale | Totale | Totale | Totale | Totale | Totale |
| Competizione           | %Vittorie | G       | V       | N       | P       | Pf      | Ps      | G            | V            | N            | P            | Pf           | Ps           | G      | V      | N      | P      | Pf     | Ps     |
| ---------------------- | --------- | ------- | ------- | ------- | ------- | ------- | ------- | ------------ | ------------ | ------------ | ------------ | ------------ | ------------ | ------ | ------ | ------ | ------ | ------ | ------ |
| LNFA Stagione regolare | .875      | 4       | 3       | 0       | 1       | 140     | 17      | 4            | 4            | 0            | 0            | 179          | 49           | 8      | 7      | 0      | 1      | 319    | 66     |
| LNFA Playoff           | .500      | 1       | 1       | 0       | 0       | 22      | 12      | 1            | 0            | 0            | 1            | 28           | 35           | 2      | 1      | 0      | 1      | 50     | 47     |
| Coppa                  | .500      | 1       | 1       | 0       | 0       | 21      | 7       | 1            | 0            | 0            | 1            | 0            | 24           | 2      | 1      | 0      | 1      | 21     | 31     |
| Totale                 | .750      | 6       | 5       | 0       | 1       | 183     | 36      | 6            | 4            | 0            | 2            | 207          | 108          | 12     | 9      | 0      | 3      | 390    | 144    |

## Femminile

### LVFA Femenina 2017-2018

#### Stagione regolare
| Las Rozas de Madrid 10 dicembre 2017, ore 12:00 | Las Rozas Black Demons | 6 – 25 | Alicante Sharks |  |

| Maracena 21 gennaio 2018, ore 12:00 | Granada Lions | 6 – 38 | Las Rozas Black Demons |  |

| Torrent 25 febbraio 2018, ore 12:00 | Valencia Firebats | 43 – 24 | Las Rozas Black Demons |  |

| Barberà del Vallès 11 marzo 2018, ore 11:00 | Barberá Rookies B | 25 – 14 | Las Rozas Black Demons |  |

| Las Rozas de Madrid 14 aprile 2018, ore 16:00 | Las Rozas Black Demons | 38 – 6 | Barberá Rookies B |  |

| Las Rozas de Madrid 13 maggio 2018, ore 12:00 | Las Rozas Black Demons | 31 – 0 | Granada Lions |  |

### Statistiche di squadra
| Competizione      | %Vittorie | In casa | In casa | In casa | In casa | In casa | In casa | In trasferta | In trasferta | In trasferta | In trasferta | In trasferta | In trasferta | Totale | Totale | Totale | Totale | Totale | Totale |
| Competizione      | %Vittorie | G       | V       | N       | P       | Pf      | Ps      | G            | V            | N            | P            | Pf           | Ps           | G      | V      | N      | P      | Pf     | Ps     |
| ----------------- | --------- | ------- | ------- | ------- | ------- | ------- | ------- | ------------ | ------------ | ------------ | ------------ | ------------ | ------------ | ------ | ------ | ------ | ------ | ------ | ------ |
| Stagione regolare | .500      | 3       | 2       | 0       | 1       | 75      | 31      | 3            | 1            | 0            | 2            | 76           | 74           | 6      | 3      | 0      | 3      | 151    | 105    |
| Totale            | .500      | 3       | 2       | 0       | 1       | 75      | 31      | 3            | 1            | 0            | 2            | 76           | 74           | 6      | 3      | 0      | 3      | 151    | 105    |